# Pseudopanolis flavimacula
Pseudopanolis flavimacula är en fjärilsart som beskrevs av Alfred Ernest Wileman 1912. Pseudopanolis flavimacula ingår i släktet Pseudopanolis och familjen nattflyn. Inga underarter finns listade.

## Bildgalleri

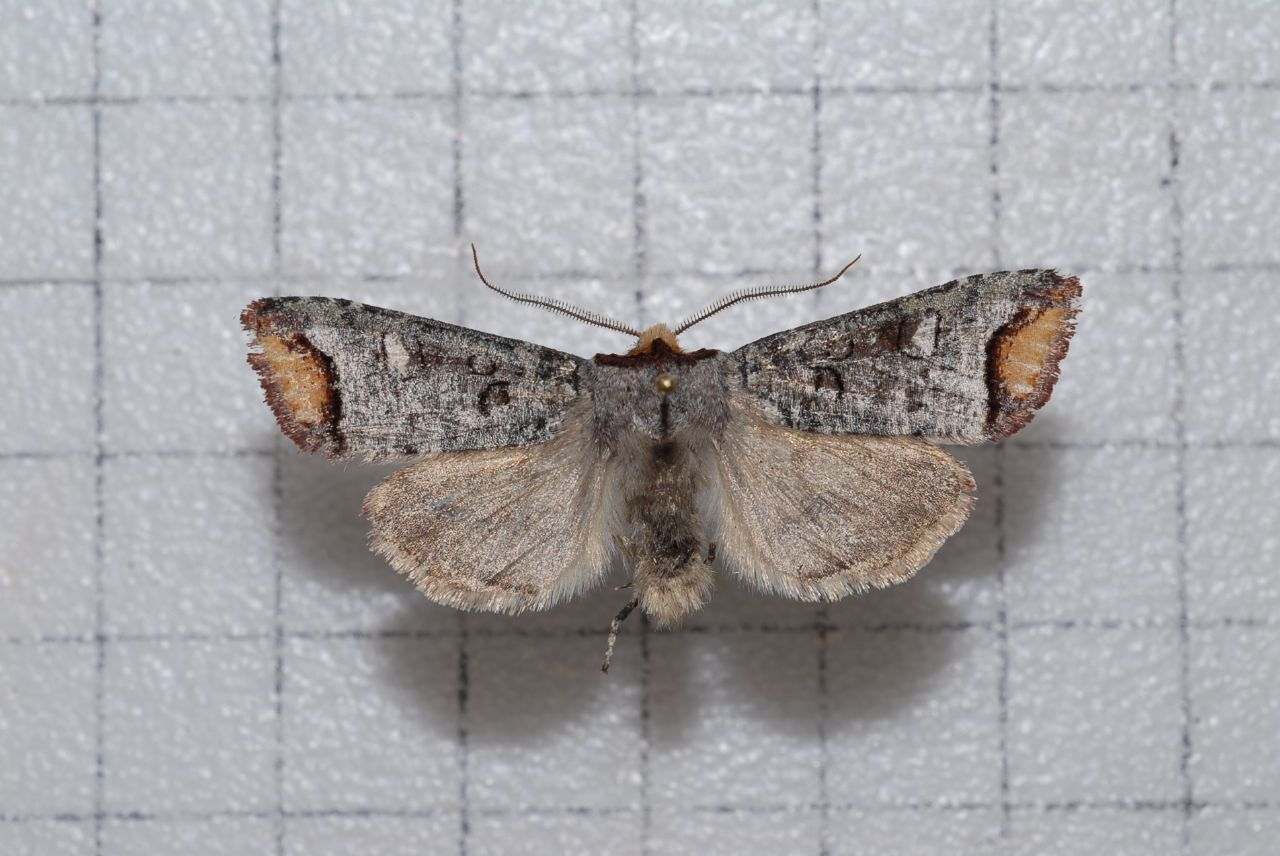
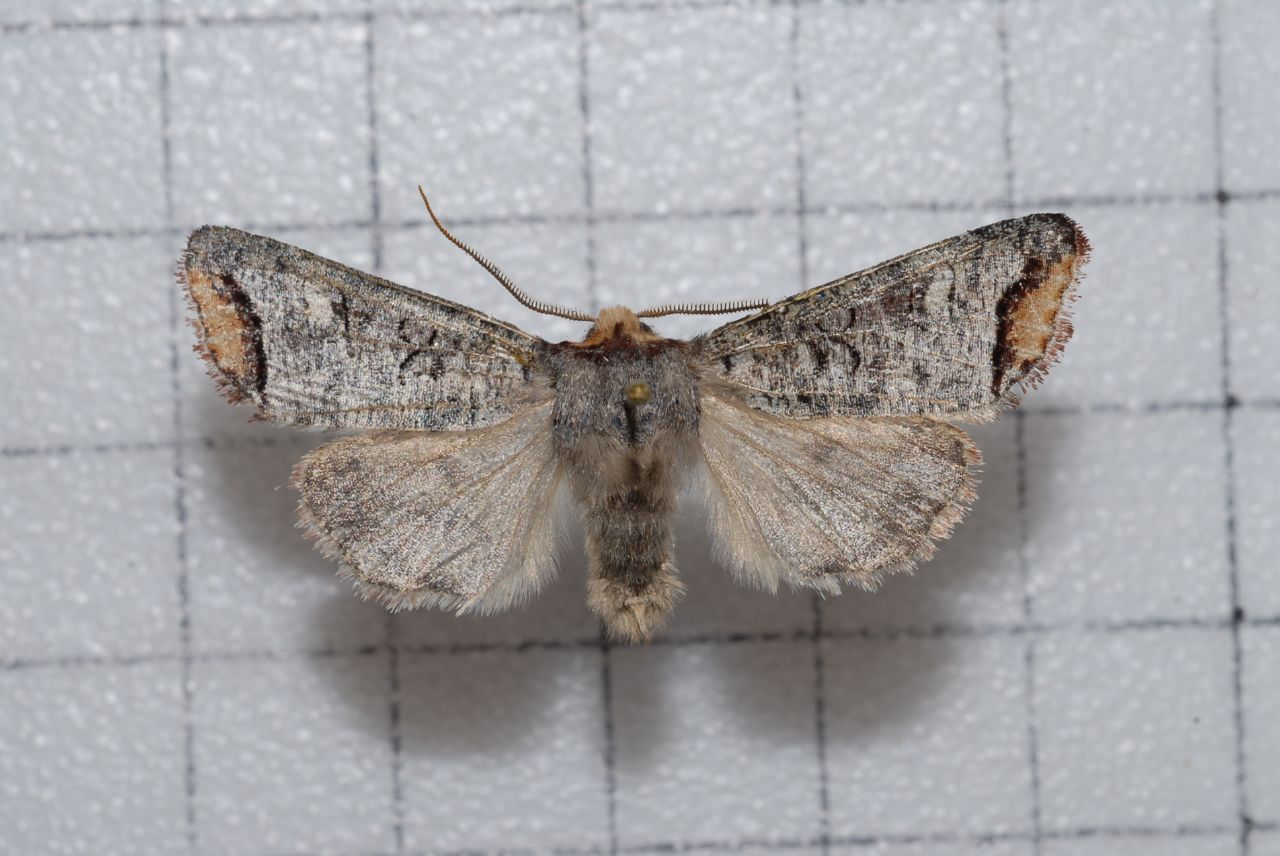
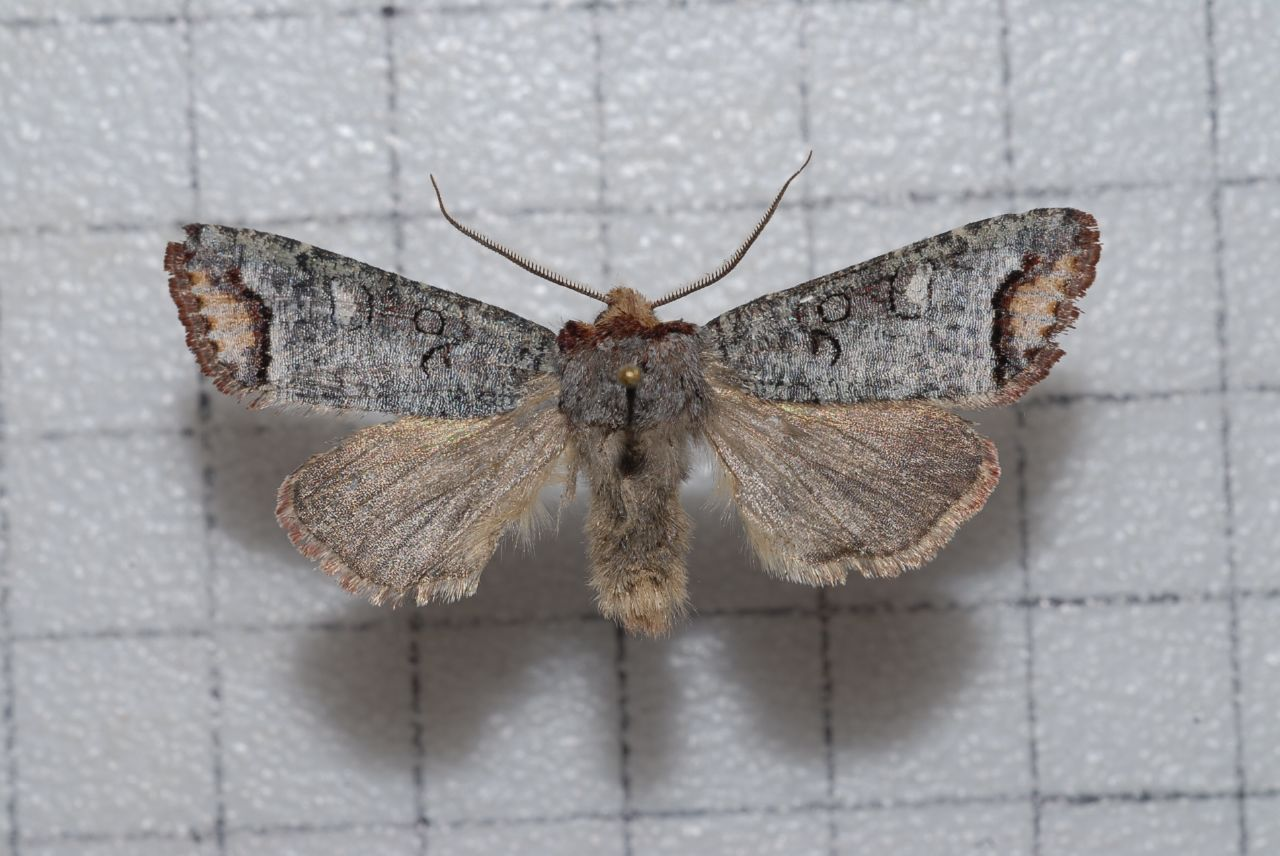
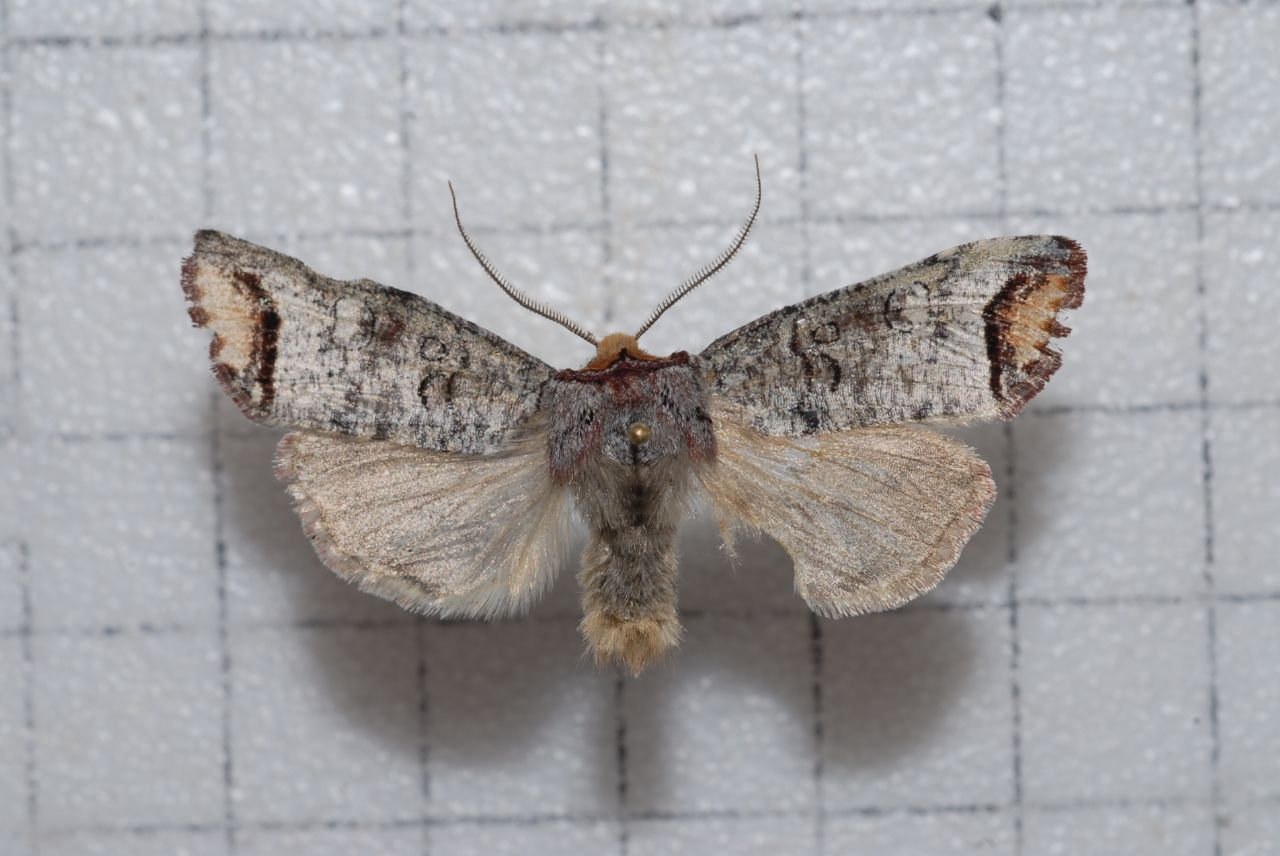